# Stazione di Buddusò
La stazione di Buddusò è stata una stazione ferroviaria posta lungo la ex linea ferroviaria a scartamento ridotto Tirso-Chilivani, a servizio del comune di Buddusò ma ubicata nel territorio municipale di Pattada.

## Storia

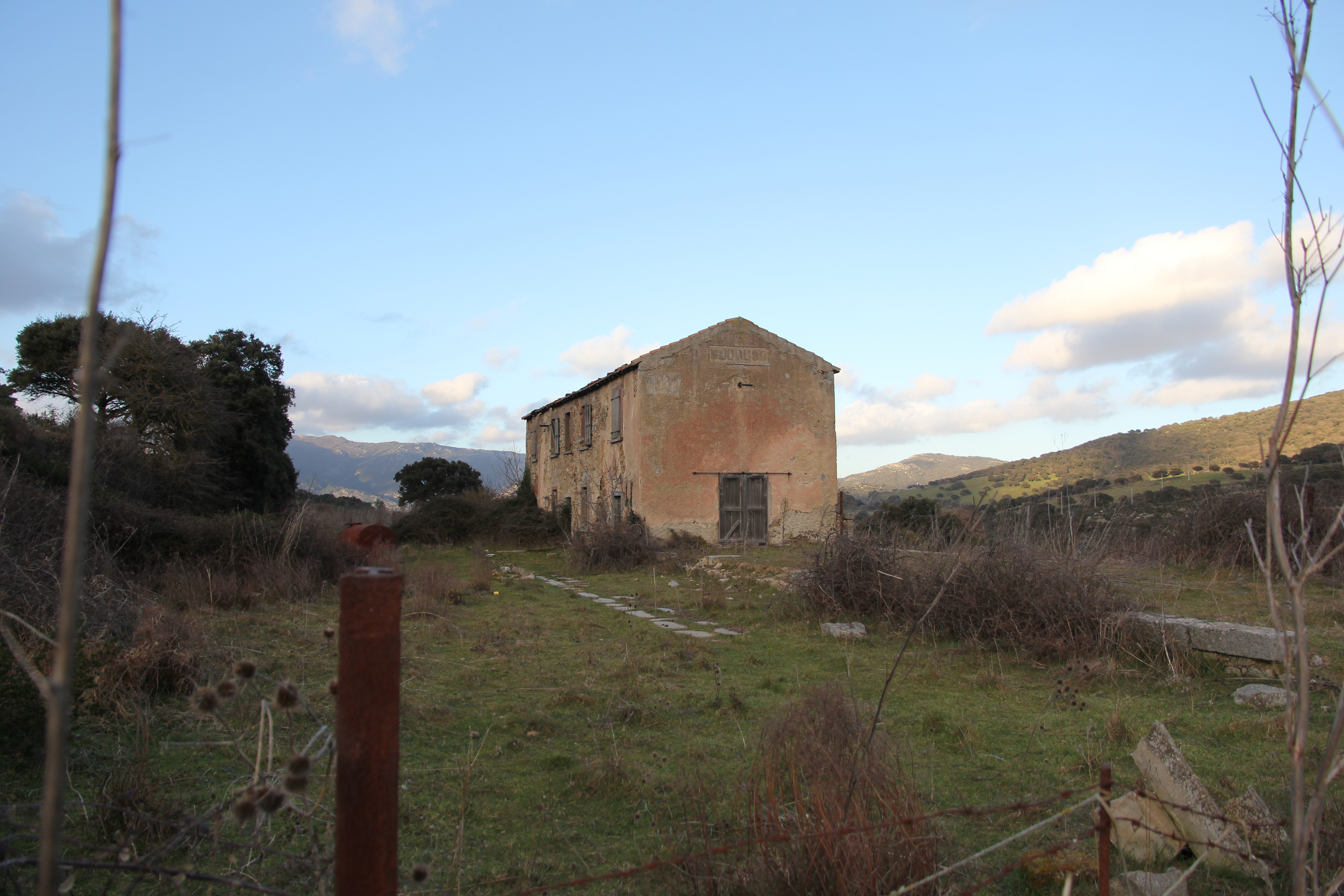
La stazione fu dismessa a fine 1969

Le origini della stazione risalgono al tardo Ottocento, anni in cui la Società italiana per le Strade Ferrate Secondarie della Sardegna realizzò tra le altre la linea Tirso-Chilivani il cui progetto prevedeva fosse servito anche il centro di Buddusò, nonostante i binari si sarebbero snodati a una dozzina di chilometri da questo paese. Lo scalo fu quindi attivato il 1º aprile 1893 insieme al tronco Tirso-Ozieri che completava la ferrovia.
Alla gestione SFSS nel 1921 subentrò quella della Ferrovie Complementari della Sardegna, sotto la cui amministrazione la stazione fu impiegata sino al 31 dicembre 1969, data di cessazione del servizio ferroviario sulla Tirso-Chilivani, rimpiazzato da autolinee sostitutive. Successivamente lo scalo fu disarmato e alienato.

## Strutture e impianti
Lo scalo di Buddusò si trovava a 13 km a ovest dell'omonimo centro abitato lungo la SS 128 bis e durante gli anni di attività era classificato come stazione passante di terza classe. Complessivamente erano presenti tre binari a scartamento da 950 mm: da quello di corsa si diramava a ovest il binario di incrocio, mentre a est aveva origine un tronchino che serviva lo scalo merci, dotato di due piani di carico, di cui uno specifico per il bestiame. Presente nell'area anche un rifornitore idrico.

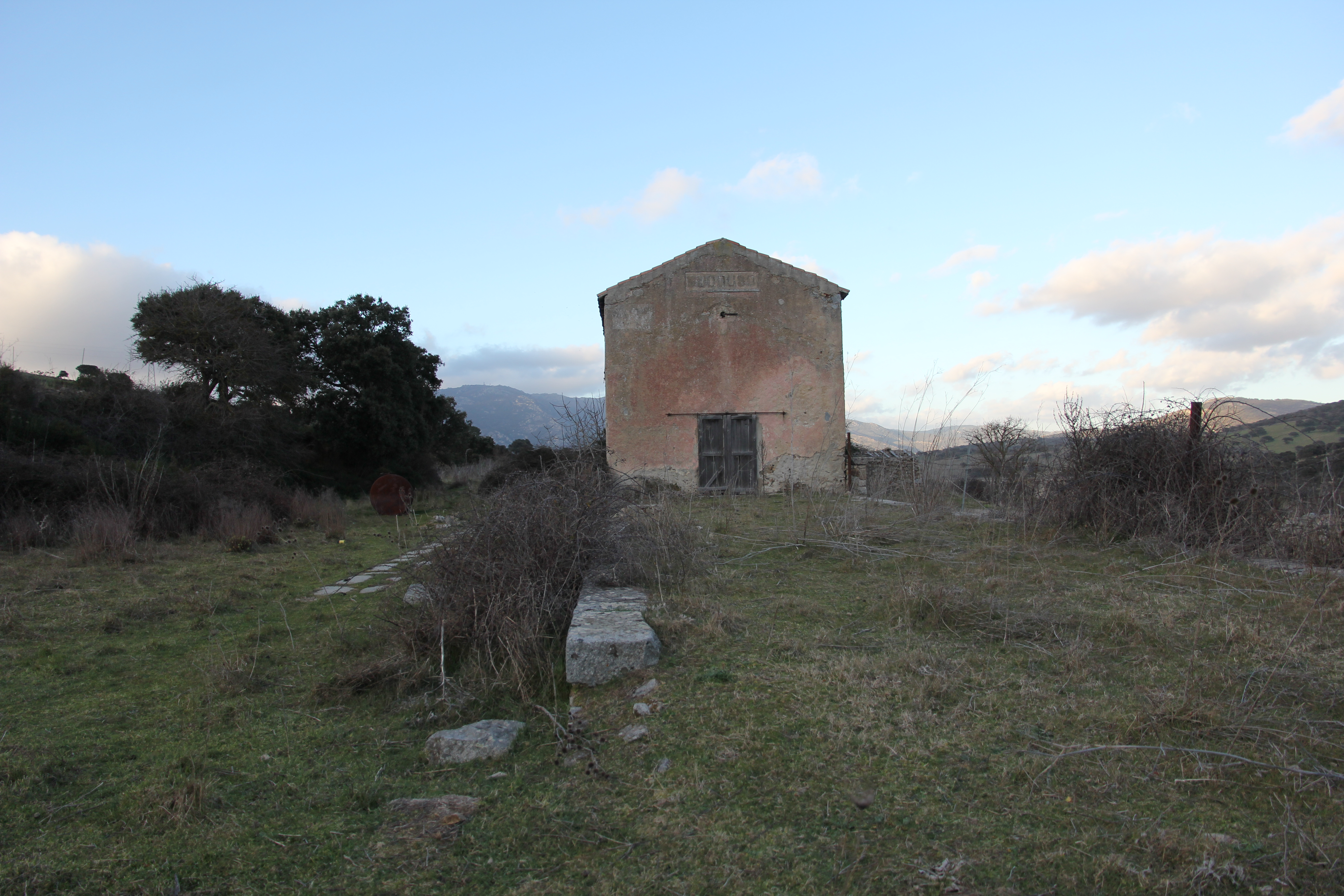
Dettaglio del piano caricatore per le merci

Attiguo al piano caricatore principale era posto l'edificio principale della stazione, il fabbricato viaggiatori, realizzato con le caratteristiche di casa cantoniera doppia (la numero sei della ferrovia): la costruzione a pianta rettangolare (ancora esistente) ha sviluppo su due piani, è dotata di un tetto a falde in laterizi e presenta cinque luci per piano sul lato binari. Sul lato sud era posto invece un accesso per le merci.

## Movimento
La stazione fu servita dalle relazioni merci e viaggiatori espletate dalle SFSS e in seguito dalle FCS.

## Servizi

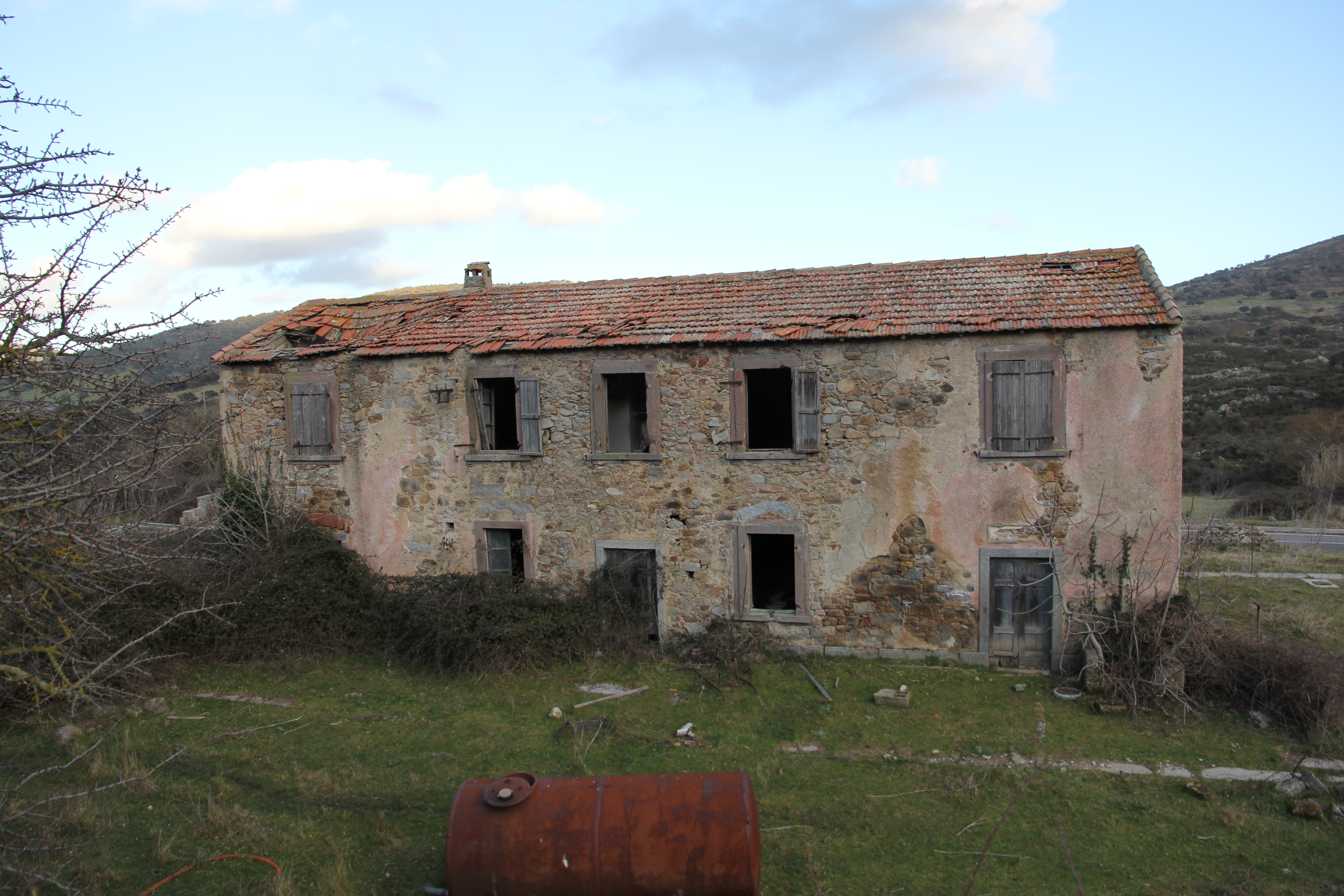
I resti del fabbricato viaggiatori

Durante il periodo di attività ferroviaria nell'impianto era presente una sala d'attesa, ospitata nel fabbricato viaggiatori.
- Sala d'attesa

## Interscambi
Data la distanza della stazione dal paese a partire dagli anni trenta furono attivi servizi di autolinee tra Buddusò e lo scalo.